# 新庄城の戦い
新庄城の戦い（しんじょうじょうのたたかい）とは、永正17年（1520年）に越中国新川郡（現富山県富山市）の新庄城で越中国守護代神保慶宗と越後国守護代長尾為景との間で行われた戦闘。
新庄城に拠る長尾軍を神保軍が攻撃する形で戦端が開かれたが、多大な損害を出した神保軍が潰走し、敗走途中で神保慶宗は自害するに至った。

## 背景
室町時代後半、畠山氏が守護を務める越中国は、東部新川郡を椎名氏が、中部婦負・射水郡を神保氏が、西部砺波郡を遊佐氏が、それぞれ守護代として治める体制にあった。しかし文明年間に浄土真宗門徒が急増すると、井波瑞泉寺・土山御坊（後の勝興寺）を中心とする一向一揆による支配圏が砺波郡を中心として拡大を始めた。永正3年（1506年）に勃発した「永正三年一向一揆」は北陸全土を巻き込む大規模な争乱となり、西では越前国九頭竜川の戦いで一揆軍は敗退したが、東では越中国般若野の戦いで越後守護代の長尾能景が討ち取られるに至った。長尾為景は父能景が戦死した原因を神保慶宗ら越中国人が一向一揆側に寝返った事にあると見なし、反一向一揆、打倒神保の姿勢を終生貫くこととなる。
主筋にあたる上杉顕定を自害に追い込み、越後を掌握した長尾為景は、越中への侵攻を開始した。しかし永正12年（1515年）の出兵では越中国人の思わぬ反撃を受けて撤退に追い込まれたため、この後為景は出兵に当たっての大義名分の確保、周辺諸国の了承を得ることに尽力した。
そして永正16年（1521年）、長尾為景は中央の細川高国・畠山尚順らの了承を得て、能登畠山家と連動して越中に出兵する体制を整えた。この年の出兵で為景は神保慶宗を居城の二上城（別名守山城。現高岡市）に追い詰めたが、友軍の畠山勝王・畠山義総らの失態もあって一時越後に撤退せざるを得なくなった（二上城の戦い）。しかし長尾軍の損害は軽微であったため、長尾為景は翌永正17年に再出兵し、新庄城の戦いが行われるに至った。

## 戦闘

### 為景の出兵準備
永正16年の長尾為景撤退後、神保氏の拠点である放生津（現射水市新湊）に時宗24代上人位の遂行上人古跡不外が訪れている。不外はもと放生津報土寺の住僧として神保慶宗と親しく、神保慶宗は不外の遊行上人位を弟子に譲らせて放生津に止め、藤沢山浄光寺の再建を依頼した。永正16~17年に放生津に滞在した不外は当時の越中情勢を詳細に記録しており（「遊行二十四祖御修行記」）、新庄の戦いについても多く言及されている。「遊行二十四祖御修行記」によると、永正17年春より為景は越中との国境を閉鎖して軍備を固め始めている。
また、為景は紀伊国に在国中の畠山尚順にも出馬を要請し、尚順は自ら出兵しようとはしなかったものの、為景を督励した上で、能登畠山氏の義総に越中侵攻の陣頭に立つよう指示している。また畠山尚順は複数の書状の中で越中のことは神保出雲守（神保慶明）・遊佐新右衛門尉（遊佐慶親）らに委ねる旨を繰り返し記載しており、慶明・慶親両名が畠山尚順の代理人として越中勢を率い為景と合流していた。

### 緒戦
そして同年6月13日、遂に為景は越中への侵攻を始め、7月3日には椎名氏の支配する境城を陥落させた。7月23日には椎名一類を破り、神保慶宗を討伐するまでは越年をいとわないという覚悟を示したという。また、為景に従軍した毛利広春は、同年10月19日付で妻と家臣に後事を託す書状をしたため、「以後のため、越中新庄陣にて書きおく者也」と述べており、為景配下の武将たちも決死の覚悟で神保攻めに臨んでいた。

### 新庄城合戦
毛利広春書状にみられるように、越中東部を制圧した長尾為景は、新川郡の新庄城（新庄陣）に入って神保勢と対峙した。これに対し、神保慶宗は同年初秋に神通川をわたって太田荘に入り、両軍はおおよそ現在の富山市東部一帯で戦闘を繰り広げた。同年末まで神保勢と長尾勢は越中国中央部で一進一退の攻防を続けていたが、12月21日、神保慶宗は遂に長尾勢に対して総攻撃を仕掛けた。後述するように長尾勢の被害も甚大であったが、同日夕方には神保勢が敗れ、敗走するに至った。「遊行二十四祖御修行記」によると、神保慶宗らは凍結した河川をいくつも渡り、雪をかきわけて45里を逃れたが、その間に2千人もが溺死あるいは凍死してしまった。
雪中で追い詰められた神保慶宗は遂に下馬し、甲冑を脱いで西方に向かって合掌・念仏し、自害するに至ったという。また為景の残した書状では、神保慶宗のほかに遊佐・椎名・土肥の親類被官数千人を討ち取るか捕らえ、越中一国を静謐にしたと述べられている。史料上には明記されないものの、新川郡守護代の椎名慶胤もこの時討ち死にしたようである。

## 戦後
新庄城合戦の3日後、12月24日付の書状で為景は帰国するに当たり、「多胡」の地に寄って畠山義総と会談することを希望している。「新庄の戦い」と同時期に越中に侵攻した畠山義総の動向は全く記録がないが、恐らく現氷見市一帯を制圧して二上城を陥落させており、このために神保慶宗も帰路を絶たれて自害するに至ったと考えられている。
「多胡」は現在の氷見市田子（二上城付近）で、為景がこの地を選んだのは能登畠山勢と神保勢の決戦地であったためとする説、大伴家持が「田子浦」と詠んだ景勝地であったためとする説、など所説ある。